# ستيف ديوك
ستيف ديوك (بالإنجليزية: Steve Duke)‏ هو عازف ساكسفون أمريكي، ولد في 1954.